# العلاقات الفانواتية الميكرونيسية
العلاقات الفانواتية الميكرونيسية هي العلاقات الثنائية التي تجمع بين فانواتو وولايات ميكرونيسيا المتحدة.

## مقارنة بين البلدين
هذه مقارنة عامة ومرجعية للدولتين:
| وجه المقارنة                                              | فانواتو                                  | ولايات ميكرونيسيا المتحدة |
| --------------------------------------------------------- | ---------------------------------------- | ------------------------- |
| المساحة (كم2)                                             | 12.19 ألف                                | 702                       |
| عدد السكان (نسمة)                                         | 276.24 ألف                               | 105.54 ألف                |
| الكثافة السكانية (ن./كم²)                                 | 22.66                                    | 15.03 ألف                 |
| العاصمة                                                   | بورت فيلا                                | باليكير                   |
| اللغة الرسمية                                             | اللغة البسلاما، لغة فرنسية، لغة إنجليزية | لغة إنجليزية              |
| العملة                                                    | فاتو فانواتي                             | دولار أمريكي              |
| الناتج المحلي الإجمالي (بليون دولار)                      | 862.88 مليون                             | 336.43 مليون              |
| الناتج المحلي الإجمالي (تعادل القوة الشرائية) بليون دولار | 790.76 مليون                             | 365.27 مليون              |
| الناتج المحلي الإجمالي الاسمي للفرد دولار أمريكي          | 2.81 ألف                                 | 3.02 ألف                  |
| الناتج المحلي الإجمالي للفرد دولار أمريكي                 | 3.03 ألف                                 |                           |
| مؤشر التنمية البشرية                                      | 0.594                                    | 0.640                     |
| رمز المكالمات الدولي                                      | +678                                     | +691                      |
| رمز الإنترنت                                              | .vu                                      | .fm                       |
| المنطقة الزمنية                                           | ت ع م+11:00                              |                           |

## منظمات دولية مشتركة
يشترك البلدان في عضوية مجموعة من المنظمات الدولية، منها:
| علم المنظمة | اسم المنظمة                                 | تاريخ انضمام فانواتو | تاريخ انضمام ولايات ميكرونيسيا المتحدة |
| ----------- | ------------------------------------------- | -------------------- | -------------------------------------- |
|             | يونسكو                                      | 10 فبراير 1994       | 19 أكتوبر 1999                         |
|             | مؤسسة التمويل الدولية                       | 28 سبتمبر 1981       | 24 يونيو 1993                          |
|             | بنك التنمية الآسيوي                         | 1981                 | 1990                                   |
|             | منظمة حظر الأسلحة الكيميائية                | ?                    | ?                                      |
|             | مؤسسة التنمية الدولية                       | 28 سبتمبر 1981       | 24 يونيو 1993                          |
|             | وكالة ضمان الاستثمار متعدد الأطراف          | 27 يوليو 1988        | 11 أغسطس 1993                          |
|             | الاتحاد الدولي للاتصالات                    | 30 مارس 1988         | 18 مارس 1993                           |
|             | الأمم المتحدة                               | 15 سبتمبر 1981       | 17 سبتمبر 1991                         |
|             | البنك الدولي للإنشاء والتعمير               | 28 سبتمبر 1981       | 24 يونيو 1993                          |
|             | مجموعة دول أفريقيا والكاريبي والمحيط الهادئ | ?                    | ?                                      |
|             | تحالف الدول الجزرية الصغيرة                 | ?                    | ?                                      |